# Svavel
Svavel (latin: sulphur) är ett icke-metalliskt grundämne som naturligt förekommer som svavelkristaller med formeln S8 eller i föreningar med andra grundämnen.

## Egenskaper
Svavel är i sin naturliga form ett fast gulaktigt ämne. Det är mycket vanligt och avger en svag distinkt lukt. Föreningar med svavel har oftast en starkare lukt som påminner om ruttna ägg.
I sin flytande form är ämnet rödaktigt, och avger en stark blå låga när det brinner.
Svavel har fyra stabila isotoper, 32S, 33S, 34S och 36S, varav 32S är den vanligast förekommande och utgör 95% i naturligt förekommande svavel.

## Föreningar
Svavel kan förekomma i oxidationstillstånd från -2 till +6, och bildar därför en mängd olika föreningar.

### Sulfider
Svavel som anjon (S2-) kallas för sulfid. Motsvarande syra är svavelväte (H2S) .

### Oxider
Svavel har två olika vanligen förekommande oxider, svaveldioxid (SO2) och svaveltrioxid (SO3).

### Svaveloxosyror och deras salter
Svaveloxiderna bildar syror tillsammans med vatten. Svaveldioxid bildar svavelsyrlighet (H2SO3) och svaveltrioxid bildar svavelsyra (H2SO4). Svavelsyrlighetens salter kallas sulfiter och svavelsyrans salter kallas sulfater.

### Svavelorganiska föreningar
I svavelorganiska föreningar förekommer kovalenta bindningar mellan svavel och kol. I tioetrar (R2S, kallas även sulfider) är svavel enbart bundet till kol. I sulfonsyror (RSO3H) är svavlet även bundet till syre.

## Användning
Svavel används mest utbrett inom industrin. Några användningsområden är batteritillverkning, papperstillverkning, vulkanisering av gummi, fyrverkeripjäser, färger. Den kommersiella användningen består huvudsakligen av gödningsmedelstillverkning. Svavel ingår också i vissa rengöringsmedel, svampbekämpningsmedel, insektsgifter, liksom i krut och tändstickor.
Svavelsyra är en mycket vanlig kemikalie som har många industriella användningsområden. Svavelsyra är den mest producerade kemikalien i världen och dess konsumeringssiffror används ofta som en nationell indikator på industriell utveckling.
I Apotekets sortiment finns produkten Sulphur medicinale, rent svavel. I finpulveriserad form kan det även benämnas svavelblomma.
I svensk folktro användes svavel ofta som skydd mot trolldom. Det kunde innebära att man bar svavel i kläderna, lade det i badvattnet, under tröskeln, i vaggan eller i brudparets kläder. Man brände svavel inomhus i syfte att förhindra sjukdomar och olyckor hos människor och djur. Anledningen till svavlets förmåga att motverka ont anses främst vara dess stickande och obehagliga lukt.

## Förekomst
Svavel är det 16:e mest förekommande grundämnet i jordskorpan, och svavelhalten i jordens inre har uppskattats vara upp till 15 %. Svavel återfinns i naturen i fri form, i olika bergarter, och i mindre mängder i organiska föreningar i levande organismer. Till största delen förekommer det i bergarter, dels som sulfidmineral tillsammans med metaller som järn, bly, zink, kvicksilver och koppar, dels som svavelinnehållande salter som bland andra gips (kalciumsulfat), alunsten, bittersalt (magnesiumsulfat) och tungspat (bariumsulfat).
Ämnet i fri form är speciellt vanligt kring geologiskt aktiva områden såsom Italien och Japan. Det bildas där genom oxidation av svavelinnehållande ångor som sipprar ut i sprickor i vulkaniska bergarter.
Två av det tjugotal aminosyror som bygger upp proteinerna i växter och djur - metionin och cystein - innehåller svavel. I människokroppen ingår svavel i varje cell, det är kroppens 8:e mest förekommande grundämne, i vikt räknat. Det är en beståndsdel i proteinerna kollagen och keratin som bygger upp bland annat brosk, senor, hjärna, bindväv, muskler, skelett, hud, hår och naglar.

### Svavlets kretslopp
Svavel ingår i ett biogeokemiskt kretslopp kallat svavlets kretslopp som omfattar atmosfären, havet, berggrunden och levande organismer, där svavelföreningar omväxlande oxideras och reduceras.

## Fossila bränslen och försurningen

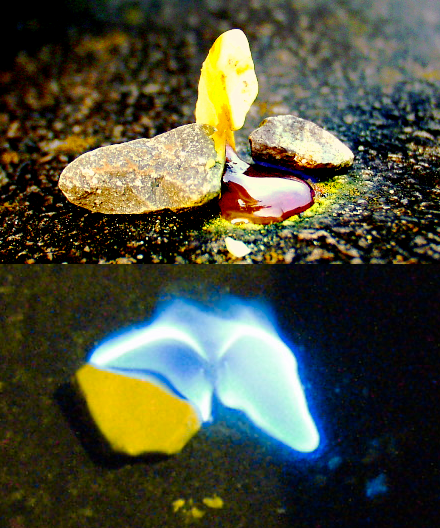
Smältande respektive brinnande svavel.

Kol och olja innehåller små mängder svavel. Därför bildas gasen svaveldioxid (SO2) när man förbränner dessa fossila bränslen. Redan i luften kan svaveldioxiden reagera med vatten och syrgas så att det bildas svavelsyra (H2SO4). Den starka syran regnar förr eller senare ner över landskap och blandas med mark och sjöar så de försuras.
{\displaystyle {\rm {\ 2S+3\ O_{2}\ +6\ H_{2}O\rightarrow 4\ H_{3}O^{+}+2\ SO_{4}^{2-}}}}

## Historik
Eftersom svavel förekommer i fri form i naturen har ämnet varit känt sedan forntiden. Svavel omnämns bland annat i Första Moseboken i samband med berättelsen om Sodom och Gomorra.
Svavel ansågs av alkemisterna som en av de så kallade principerna, vilka enligt Paracelsus var svavel (brännbarhet), kvicksilver (smältbarhet, flyktighet) och salt (obrännbart). Antoine Lavoisier var den förste som tydligt gjorde klart att svavel är ett grundämne i egentlig mening.